# David Jackson (arquero)
David Jackson (15 de mayo de 1992) es un deportista francés que compite en tiro con arco, en la modalidad de arco desnudo. Ganó dos medallas en el Campeonato Europeo de Tiro con Arco en Sala de 2025, plata por equipo y bronce individual.

## Palmarés internacional
| Campeonato Europeo en Sala | Campeonato Europeo en Sala | Campeonato Europeo en Sala | Campeonato Europeo en Sala |
| Año                        | Lugar                      | Medalla                    | Prueba                     |
| -------------------------- | -------------------------- | -------------------------- | -------------------------- |
| 2025                       | Samsun (Turquía)           | Medalla de plata           | Equipo                     |
| 2025                       | Samsun (Turquía)           | Medalla de bronce          | Individual                 |